# 清华大学航天航空学院
清华大学航天航空学院，简称航院，是清华大学的一个学院。航空航天是清华早期专业之一，最早可追溯到1934年的航空工程组。

## 历史

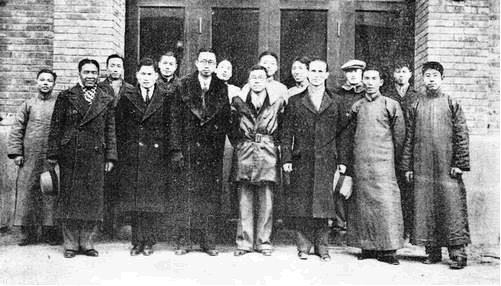
1936年清华大学航空工程组全体师生，左四为庄前鼎教授。

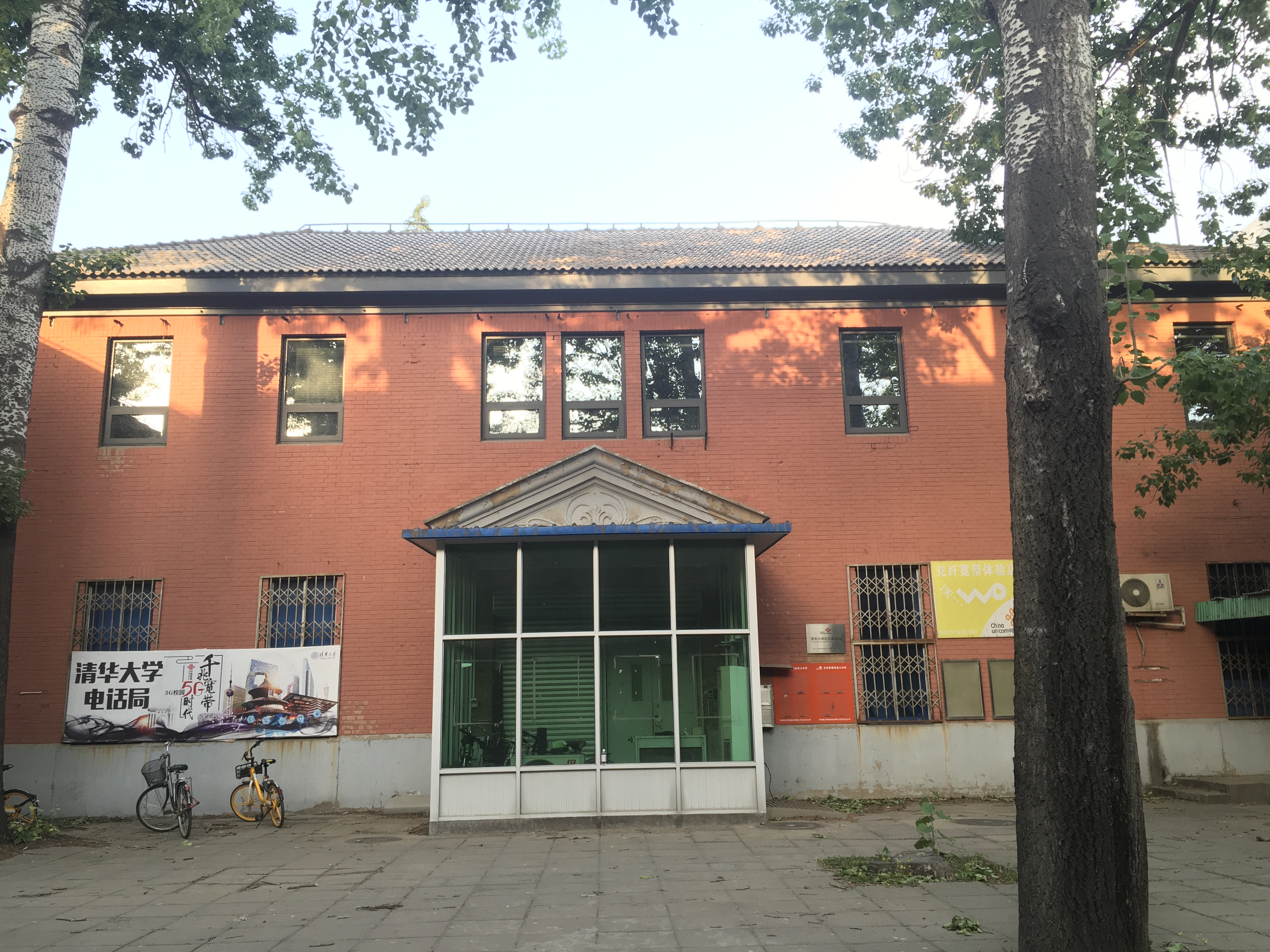
第一代航空館

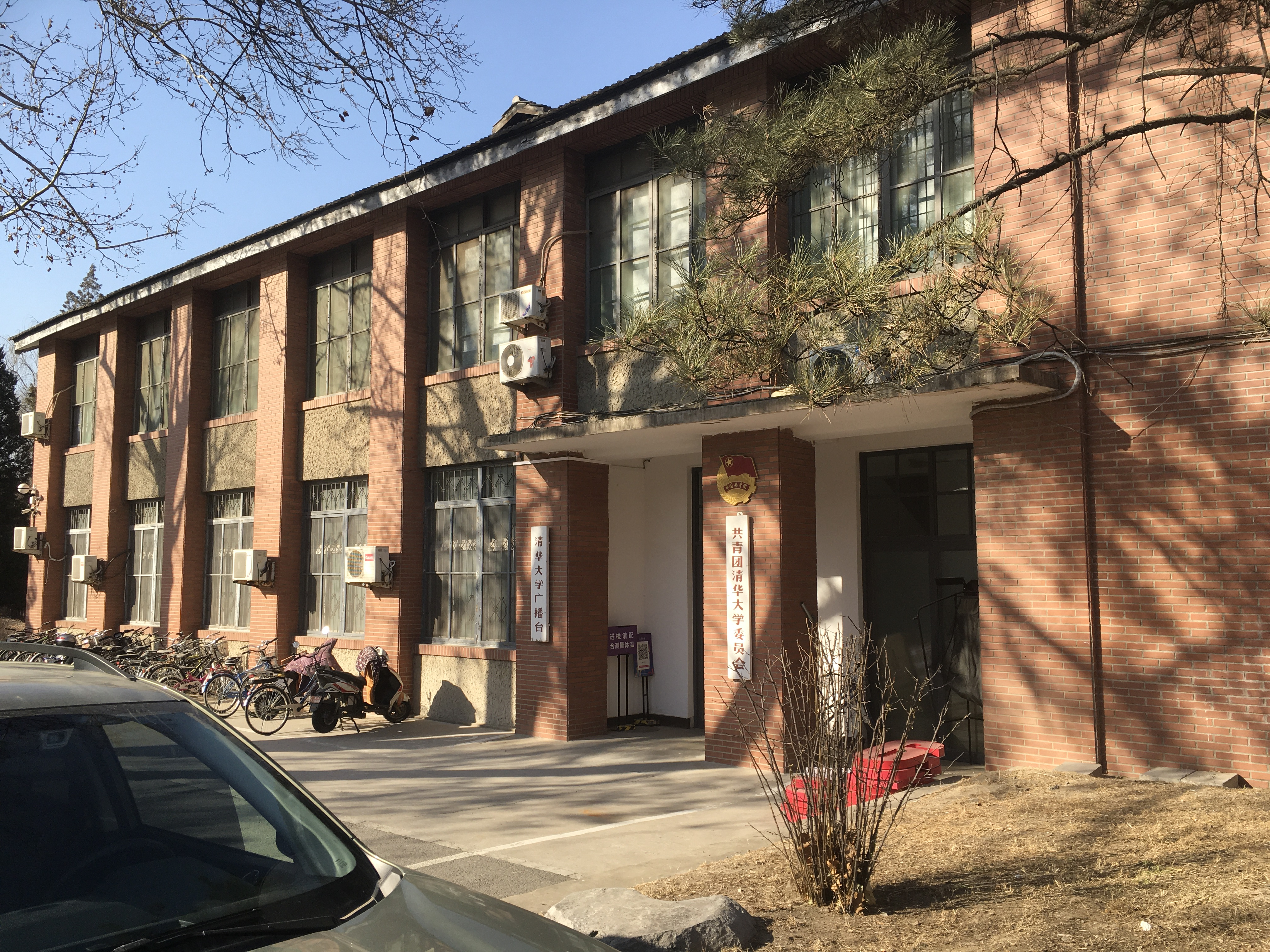
第二代航空館

- 1932年，清华大学成立的机械工程学系中设立了航空工程组。[1]
- 1938年，清华大学航空工程系成立。
- 1936年，建成航空馆。成立国立清华大学航空研究所。
- 1936年，冯桂连、张捷迁设计制造了中国第一架滑翔机，殷文友、张捷迁设计了单翼教练机。

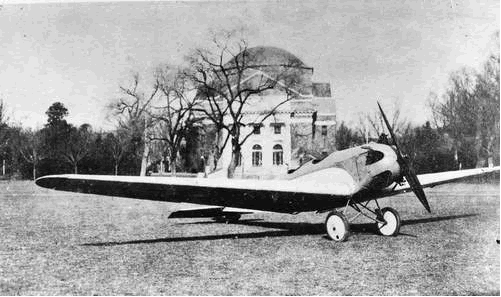
单翼教练机（殷文友、张捷迁设计）摄于1936年

- 1938年，清华大学在西南联大成立航空工程系。
- 1951年5月，全国第一次高校院系调整，将厦门大学、西北工学院、北洋大学的航空系并入，成立清华大学航空工程学院。
- 1952年，第二次高校院系调整，航空工程学院调出，与四川大学、北京工业学院航空系组建北京航空学院。
- 1958年，在钱学森等科学家指导下，成立工程力学数学系。
- 1998年，成立清华大学宇航研究中心。
- 2000年，清华宇航研究中心设计的“航天清华一号”微小卫星发射成功。
- 2004年，清华宇航研究中心设计的“纳星一号”发射成功。
- 2004年5月18日，成立清华大学航天航空学院。
- 2005年11月，航天航空系下成立飞行器设计研究所、推进与动力技术研究所、 人机环境研究所、空天信息技术研究所。

## 机构

### 航空宇航工程系

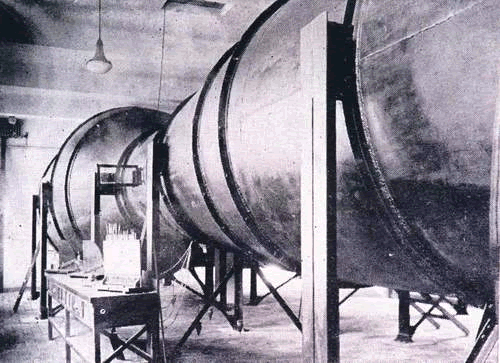
在航空馆楼下的风洞，可用于模型飞机实验，摄于1937年

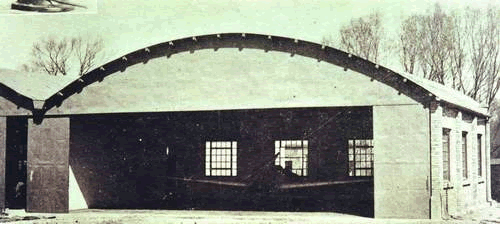
飞机机架实验室，摄于1936年

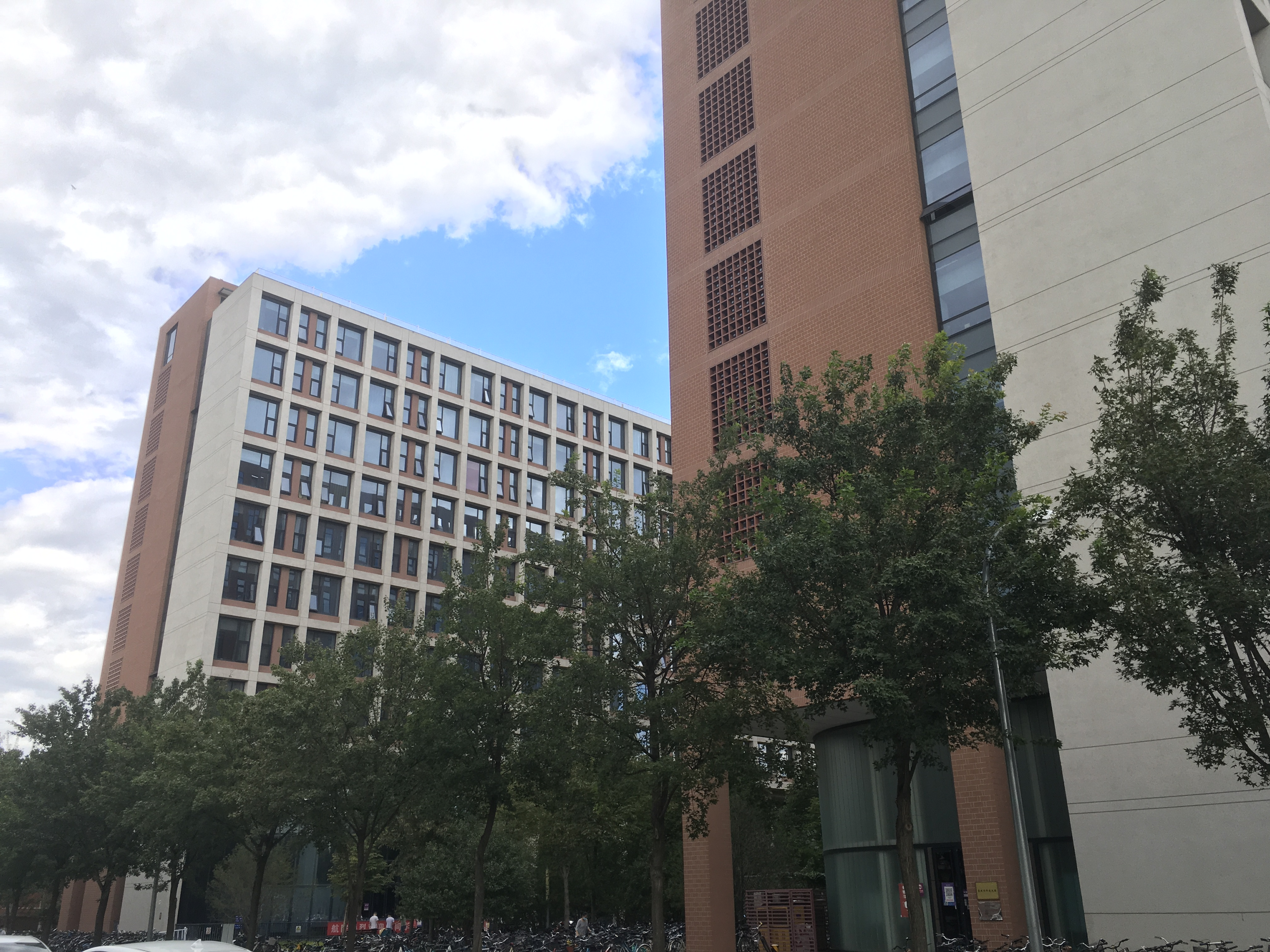
航院院樓蒙民偉科技大樓

下属研究所：
- 工程动力学研究所
- 飞行器设计研究所
- 推进与动力技术研究所
- 人机环境研究所
- 空天信息技术研究所

### 工程力学系
下属研究所：
- 固体力学研究所
- 流体力学研究所
- 工程热物理研究所
- 生物力学与医学工程研究所

### 航空技术研究中心
2004年5月成立，研究亚音速、跨音速、超音速、高超音速的各类飞行器、航空发动机、航空信息等领域。
- 清华 - 沈阳飞机设计研究所联合研究中心
- GE - 清华推进与动力技术研究中心

### 宇航技术研究中心
1998年9月16日成立，主要研究微型卫星，已成功设计并发射多颗微型卫星。